# Жан Лоран
Жан Лоран (фр. Jean Laurent; 30 грудня 1906, Мезон-Альфор, Франція — 14 травня 1995, Франція) — французький футболіст, що грав на позиції півзахисника, зокрема, за клуб «СА Парі», а також національну збірну Франції. Є рідним братом іншого французького футболіста Люсьєна Лорана.

## Клубна кар'єра
У дорослому футболі дебютував 1930 року виступами за команду клубу «СА Парі».
Згодом грав у складі команд «Сошо», «Клуб Франсе» та «Ренн».
Завершив професійну ігрову кар'єру у «Монпельє».
Помер 14 травня 1995 року на 89-му році життя.

## Виступи за збірну
1930 року дебютував в офіційних матчах у складі національної збірної Франції. Протягом кар'єри у національній команді, яка тривала 3 роки, провів у її формі 9 матчів.
У складі збірної був учасником чемпіонату світу 1930 року в Уругваї, але на поле не виходив.